# Militärdoktrin der Vereinigten Staaten

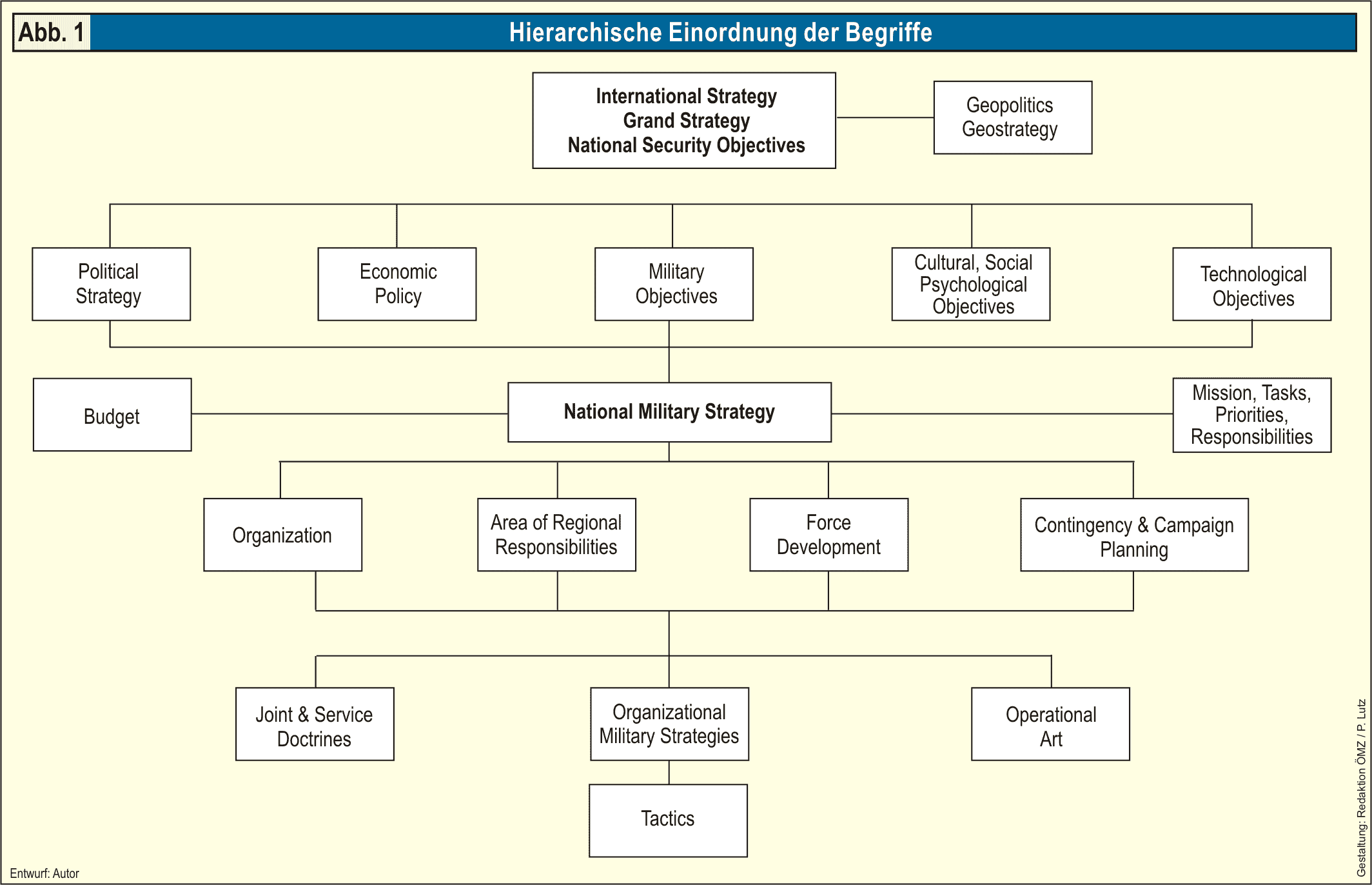
Hierarchisches Organigramm der Militärdoktrin der Vereinigten Staaten unter dem Primat der Politik.

Die Militärdoktrin der Vereinigten Staaten umschreibt das Selbstverständnis der Streitkräfte der Vereinigten Staaten im Rahmen ihrer politischen Vorgaben. Ziel der Doktrin ist es, alle relevanten Facetten der Militärstrategie, der militärischen Operationen, der Taktik sowie weiterer Bereiche wie der Logistik und der Informationsgewinnung konzeptionell so zu koordinieren, dass die Streitkräfte die ihnen gestellten Aufgaben erfüllen können. In den Vereinigten Staaten unterstehen sämtliche Aspekte der Militärdoktrin der Nationalen Sicherheitsstrategie und werden in einer Vielzahl an offiziellen Dokumenten und Kommentaren beleuchtet.
Die wichtigste doktrinale Veröffentlichung der Streitkräfte der Vereinigten Staaten ist ihre allgemeine Militärdoktrin Doctrine for the Armed Forces of the United States, kurz Joint Publication 1 oder JM-1.

## Geschichte
Der latente antieuropäische Affekt der Vereinigten Staaten hielt auch in der Militärdoktrin der Vereinigten Staaten Einzug und richtete sich gegen die Anwendung europäischer Taktiken, die sich auf amerikanischem Boden nur eingeschränkt entfalten konnten. Die Debatte über die zukünftige politische Organisation der Vereinigten Staaten, bei der sich die Föderalisten letztendlich gegen die Zentralisten durchsetzten, verhinderte über lange Zeit die Ausarbeitung einer eindeutigen militärischen Strategie, sodass viele Konzepte in Fluss blieben und ungenau waren.
Im Bürgerkrieg mangelte es den Streitkräften beider Seiten durch ständige Reorganisation der Truppen an ausgefeilten Strategien. Feststehend war das Konzept der „Annihilation“, die von Ulysses Grant stammte, und einen Angriff mit zahlenmäßig und technologisch überlegenen Truppen vorsah. Darüber hinaus bot der Sezessionskrieg aufgrund seines chaotischen Verlaufs, der häufig Gräueltaten und Disziplinlosigkeiten begünstigte, vielen Kommandeuren die Möglichkeit, ihre Führungsqualitäten zu entfalten. Demgegenüber verwertete die militärische Führung die Erkenntnisse des Bürgerkriegs.
Die Militärdoktrin der Vereinigten Staaten stand angesichts des erwarteten Sieges im Zweiten Weltkrieg bereits vor dessen Ende zur Diskussion. Die Continental-Maritime Debate, also die Frage, ob der Kontrolle der Meere oder der Bereitstellung von Landstreitkräften größeres Gewicht beigemessen werden sollte, polarisierte die militärische Führungsschicht.
Grundsätzlich war „[d]ie amerikanische Idee der Kriegsführung […] nach dem Bürgerkrieg bis hin zum Vietnam-Krieg offensiv […]. Jeder Krieg, den die USA abseits des amerikanischen Kontinents führen konnten oder mussten, war idealerweise ein Angriffskrieg.“
Die heutige Militärdoktrin gründet auf militärwissenschaftliche Überlegungen der Offiziere John Boyd (USMC, 1979) und Huba Wass de Czege (US Army, 1983). Wass de Czeges Schüler errangen später als hochrangige Kommandeure großen Einfluss. Allerdings verwarf Norman Schwarzkopf seine Ideen im Zweiten Golfkrieg noch, allen voran den weitläufigen Einsatz von Spezialeinheiten. Wass de Cezeges Ausarbeitungen gingen in Joint Vision 2020 auf.

## Derzeitiger Stand

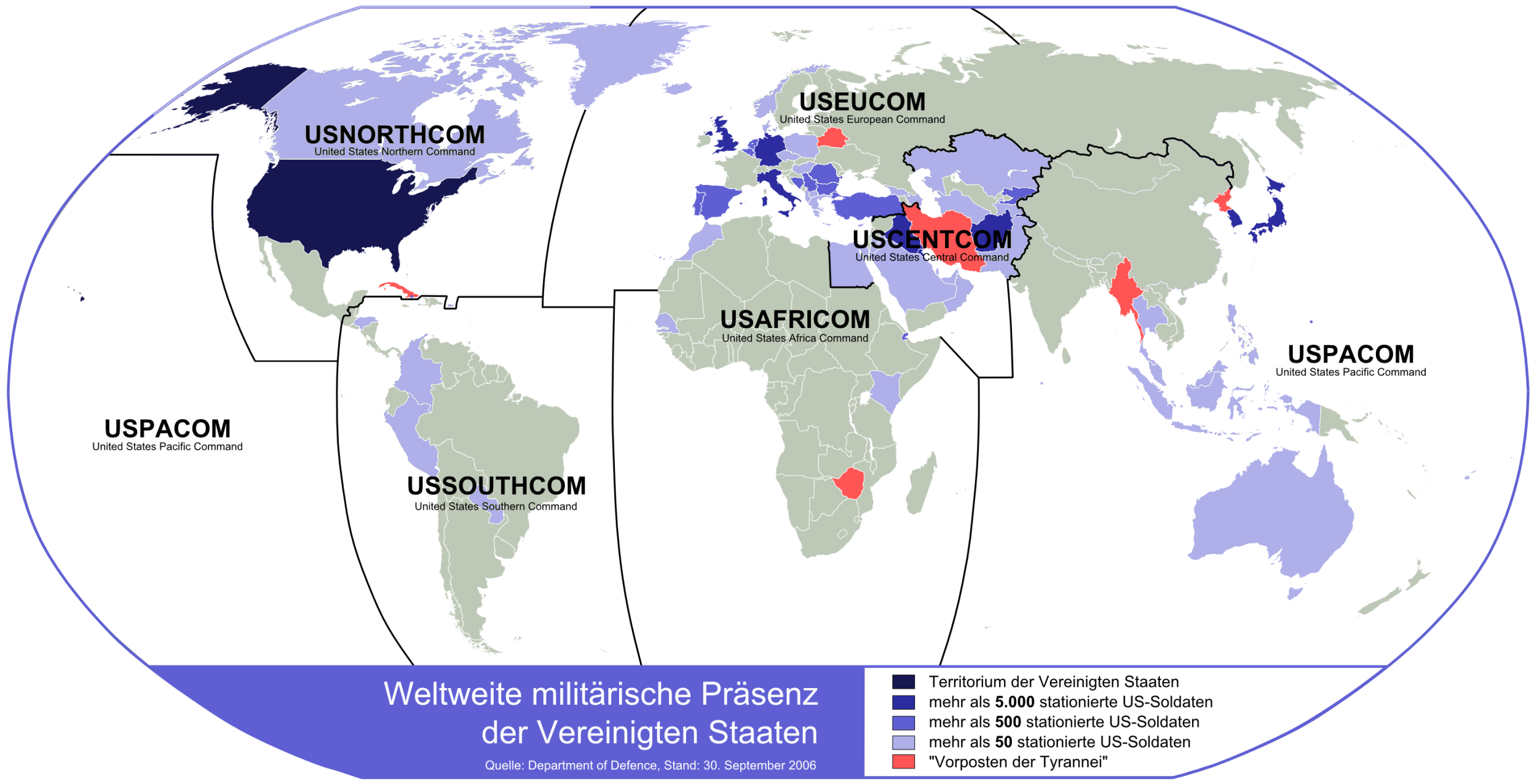
Weltweite militärische Präsenz der Vereinigten Staaten

Die Militärdoktrin der Vereinigten Staaten ist von einem Transformationsprozess gekennzeichnet, den der damalige Generalstabschef John M. Shalikashvili im Jahre 1996 mit der Veröffentlichung des Strategiepapiers Joint Vision 2010 konzeptionellen Beginn einläutete. Den Anstoß zur Umsetzung der in Joint Vision 2010 enthaltenen Ideen lieferte das im Jahr 2000 veröffentlichte Strategiepapier Joint Vision 2020, welches eine „Überlegenheit auf breiter Front“ (englisch Full-spectrum dominance) für die Streitkräfte einforderte. Dazu bedarf es vierer gleichzeitig gültiger operativen Einsatzkonzepte: „überlegene Beweglichkeit der Verbände, präzise und zeitkritische Bekämpfung von Zielen sowie umfassender Schutz der Truppen gegen Angriffe jeglicher Art.“ Die Terroranschläge des 11. September vergrößerten die politische und wirtschaftliche Investitionsbereitschaft in den Transformationsprozess, dessen strukturelle Änderungen bis 2008 abgeschlossen sein sollen. Die Transformation soll das US-Militär befähigen, weltweit in kürzester Zeit zu einem ernstzunehmenden Angriff bereit zu sein.
Angesichts der herausfordernden taktischen Situation im Irak gingen die Streitkräfte allerdings noch unter Donald Rumsfeld von der Machbarkeit einer Beteiligung an bis zu vier Kriegseinsätzen ab und erklärten ihren Unwillen, in Zukunft Instrumente eines ideologisch motivierten Regierungswechsels (englisch regime change) zu sein. Unter Bill Clinton galt ebenfalls eine Doktrin der parallelen Kriegführung. Das Major-Theater-War-Konzept verlangte den Einsatz in zwei Kriegsgebieten, wobei die asymmetrische Kriegführung mangels verteidigungspolitischer Aktualität und Einsicht nicht berücksichtigt wurde.

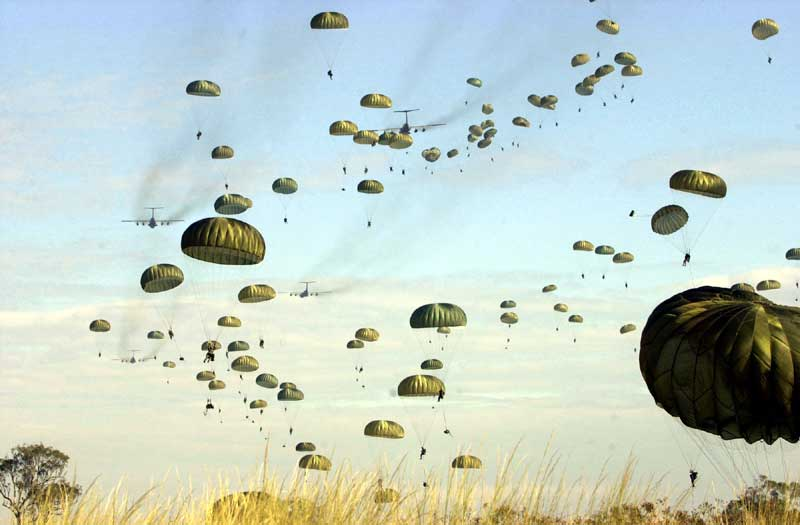
Fallschirmjäger gehören zum Konzept der schnellen Verlegbarkeit der US-Streitkräfte.

Feststehende Ergebnisse der amerikanischen Transformation sind der Umbau des Heeres in eine mobile Interventionsstreitkraft sowie die Abkehr von der im Vergleich zentralistischen plattformorientierten Kriegführung des kurzen 20. Jahrhundert, die die Doktrin nach der Einsetzbarkeit Schlagkraft essentieller Waffensystemen ausrichtete. Im Gegensatz dazu sollen bei der nun eingeführten netzwerkorientierten Kriegführung, im englischen Original Network-Centric Warfare genannt, vielmehr Informationen anstatt Einheiten verschoben werden. Gleichzeitig findet eine Vernetzung aller beteiligten Einheiten, Befehlsstände und Kommandeure statt. Hierbei kommt das Metcalfesche Gesetz zum Tragen, sodass die Kriegskosten proportional zur Anzahl der Knotenpunkte, der Nutzen in Form von Geschwindigkeit hingegen exponentiell ansteigt. Wegen der gleichzeitigen Verlagerung von Entscheidungskompetenzen, die der verstärkte Informationsfluss ermöglicht hat, orientiert sich NWC an der Befehlstaktik der Wehrmacht. Die der Auftragstaktik ähnelnde Maneuver Warfare der Marines wurde entsprechend erweitert und an NWC angepasst. Das Netzwerk, das die Streitkräfte untereinander kommunizieren lässt, wird Global Information Grid genannt.

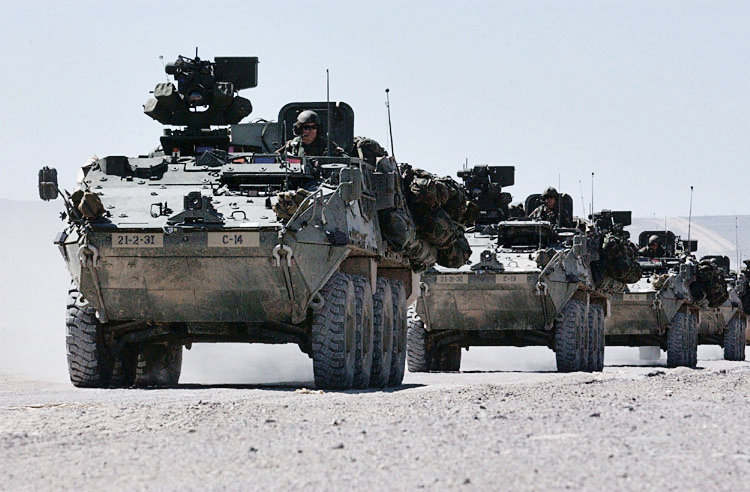
Die Einführung des luftverlegbaren Strykers erhöhte die Flexibilität der US-Streitkräfte.

Auch nach mehreren Jahren der Diskussion ist die Frage, an welcher Bedrohung sich das Militär orientieren soll, nicht geklärt. Diese Debatte zwischen zwei strategischen Denkschulen entbrannte nach den Terroranschlägen am 11. September 2001, mit deren Verübung das gerade erschienene erste Quadrennial Defense Review des Jahrtausends hinfällig wurde. Eine Denkschule befürwortete die endgültige Abkehr von schweren Waffen und massiven Verbänden, um den von der Bush-Regierung ausgerufenen Kampf gegen den Terror auch militärisch führen zu können, während ihre Kontrahenten das militärische Erstarken der Volksrepublik China anmahnten. Beide Seiten werfen einander die Missachtung der tatsächlichen Bedrohung vor.
Die endgültige Festlegung ist deshalb von entscheidender Bedeutung, weil von ihr fundamentale Entscheidungen über Ausbildung, Taktiken und die kostenintensive Beschaffung von neuer Ausrüstung für mehrere Jahrzehnte ausgehen. Die Kosten sind ein ähnlicher Streitpunkt wie die Ausrichtung: während konservative Sicherheitspolitiker Robert Kagan zur Finanzierung eines Truppenausbaus eine deckende Erhöhung des Verteidigungshaushaltes fordern, verlangen Kritiker wie Lawrence Korb einer solchen bewussten Belastung der US-amerikanischen Volkswirtschaft eine intensive Prüfung derzeitiger Pläne und Anschaffungen, um Kapazitäten für einen von beiden Seiten für unumgänglich gehaltenen Ausbau der Kontingente im Einsatzgebiet zu schaffen.
Die Transformation der Luftstreitkräfte und der Marine ist nicht so umfangreich angelegt wie die der beiden zu Lande kämpfenden Teilstreitkräfte, finden jedoch im Fleet Response Plan und in der Air Force Transformation vollwertige Konzepte.
Im Oktober 2007 stellten die Stabschefs der Marine, der Marineinfanterie und der Küstenwache eine Verbundstrategie namens A Cooperative Strategy for 21st Century Seapower vor. Die Kernaspekte des Konzepts wurden in den Schlagworten Security, Prosperity, Seapower („Sicherheit, Gedeihen, Stärke zu See“) zusammengefasst.

## Belege
1. 1 2  „Hinsichtlich der Frage über einen Bundesstaat mit schwachem Zentrum oder starker zentraler Führung, entschied man sich für letzteres. Militärisch hielt obige Frage die Vereinigten Staaten lange in einem Zustand des amateurhaften Improvisierens, ergänzt durch einige geniale Männer und Momente, die halfen, den Unabhängigkeitskrieg so zu führen, dass Niederlagen erträglich waren und die wenigen Siege nachhaltig wirkten.“ aus: Von „Annihilation“ zu „Shock and Awe“ – Die Doktrinendiskussion in den USA. Studie von Friedrich Korkisch für das österreichische Bundesministerium für Landesverteidigung. Funddatum: 12. Juli 2007.
2. ↑  
Fred Kaplan: Force Majeure – What lies behind the military’s victory in Iraq. In: Slate. 10. April 2003, abgerufen am 19. April 2017 (englisch, über die Entwicklung der Doktrin, die im Irak zum symmetrischen Sieg führte).
3. ↑  „Die Transformation der US-Streitkräfte im Lichte des Irakkriegs.“, Seite 10. Studie von Benjamin Schreer für die Stiftung Wissenschaft und Politik vom Dezember 2003. Funddatum: 18. Juli 2007.
4. ↑  
Thomas Pany: "Jederzeit jeden Krieg gewinnen". In: Telepolis. 26. Januar 2006, abgerufen am 19. April 2017 (über die Entwicklung der Doktrin, die im Irak zum symmetrischen Sieg führte).
5. ↑  „Network-Centric Warfare. Ein neues Konzept der Kriegführung.“ Seminararbeit von Júlio Decker (Memento des Originals vom 11. Juni 2007 im Internet Archive)  Info: Der Archivlink wurde automatisch eingesetzt und noch nicht geprüft. Bitte prüfe Original- und Archivlink gemäß Anleitung und entferne dann diesen Hinweis. von der Universität Köln aus dem Jahr 2003, Seite 7. Zugriff am 13. Juni 2003. (PDF)
6. ↑  Schilderung der Debatte bei Telepolis Online vom 26. Januar 2006 und im Blog von Military.com anlässlich des Quadrennial Defense Review 2006 (Memento des Originals vom 15. Mai 2009 im Internet Archive)  Info: Der Archivlink wurde automatisch eingesetzt und noch nicht geprüft. Bitte prüfe Original- und Archivlink gemäß Anleitung und entferne dann diesen Hinweis.. Zugriff am 30. Juni 2007.
7. ↑  
Lawrence J. Korb, Peter Ogden, Frederick W. Kagan: Jets or GIs? How Best to Address the Military’s Manpower Shortage. In: Foreign Affairs. 2006, abgerufen am 19. April 2017 (englisch).
8. ↑  Website der Strategie (Memento des Originals vom 27. Dezember 2008 im Internet Archive)  Info: Der Archivlink wurde automatisch eingesetzt und noch nicht geprüft. Bitte prüfe Original- und Archivlink gemäß Anleitung und entferne dann diesen Hinweis.. Eingesehen am 25. Januar 2008.
9. ↑  Überblick über die Inhalte der Strategie (Memento des Originals vom 4. September 2009 im Internet Archive)  Info: Der Archivlink wurde automatisch eingesetzt und noch nicht geprüft. Bitte prüfe Original- und Archivlink gemäß Anleitung und entferne dann diesen Hinweis.. Zugriff am 25. Januar 2008.